# 佩德罗·米格尔·埃切尼克
佩德罗·米格尔·埃切尼克（1950年6月8日—）是西班牙固体物理学家，也是巴斯克地区现今最负盛名的科学家之一。

## 生平
1950年出生于西班牙北部纳瓦拉地区的伊萨瓦，1972年毕业于纳瓦拉大学物理学专业，获得理学学士学位。1976年在约翰·彭德里的指导下，以一篇关于高能粒子相互作用的论文获得了剑桥大学授予物理学博士学位。1977年获得巴塞罗那自治大学授予的物理学博士学位。1998年获得剑桥大学授予的理学博士荣誉称号。
爱好骑行和散步。

### 学术生涯
从1976年开始，他在美国田纳西州橡树岭国家实验室担任博士后研究员，后当选哥本哈根尼爾斯·波耳研究所院士，也在隆德大学待过一段时间。1978年担任巴塞罗那大学固体物理学教授。1980年在巴斯克自治區政府任职。1984年作为剑桥大学卡文迪许实验室客座教授回归学术界。1986年回到巴斯克，在巴斯克大学圣塞瓦斯蒂安校区担任凝聚态物理学教授。1999年成为圣塞瓦斯蒂安国际物理中心（DIPC）主席。
近年来，他出席了西班牙多所大学和机构的演讲活动，鼓励年轻人参与科学。他还担任阿斯图里亚斯亲王奖提名人和评委工作。

### 政治生涯
1980年，他放弃了在巴塞罗那大学的教授职位，加入了西班牙民主转型后的第一届巴斯克自治区政府的组建。他一开始是教育部长，1983年教育和文化部长，1984年短暂担任政府发言人。
他是1982年巴斯克语标准化的主要推动者之一。2001年，他曾谴责纳瓦拉自治区政府提出的“语言统一化”提案。他说：“巴斯克语是人类文明的可贵遗产，人们应该尊重巴斯克语的地位。”
2012年，他在一次公开讲话中强调，如果西班牙政府执意要削减科技和教育预算，那么西班牙就会在未来国际科技竞争中处于劣势地位。

## 荣誉
- 美國物理學會院士（1990年）[13]
- 阿斯图里亚斯亲王奖科学技术奖（1998年）[14]
- 马克斯·普朗克研究奖（德语：Max-Planck-Forschungspreis）（马克斯·普朗克学会，1998年）[15]
- 圣塞瓦斯蒂安市金奖（2000年）[16]
- 伊比德羅拉公司科学技术奖（2002年）[17]
- 西班牙皇家物理学会金奖（2002年）[18]
- 布拉斯·卡夫雷拉国家研究奖（2005年）[19]
- 西班牙科学院院士（2014年当选，2017年正式就任）[20]
- 纳瓦拉金奖（2016年）[21]
- 歐洲物理學會荣誉会员（2018年）[22]

名誉博士
- 巴利亚多利德大学名誉博士（2000年）[23]
- 纳瓦拉公立大学名誉博士（2008年）[24]
- 马德里康普顿斯大学名誉博士（2013年）[25]
- 芬兰阿尔托大学名誉博士（2016年）[26]
- 圣多明各自治大学（英语：Universidad Autónoma de Santo Domingo）名誉博士（2017年）[27]